# Ecseki Nándor
Ecseki Nándor István (Szolnok, 1996. október 13. –) Európa-bajnoki bronzérmes, ifjúsági Európa-bajnok, nyolcszoros magyar bajnok asztaliteniszező, olimpikon.

## Sportpályafutása
Hétévesen kezdett pingpongozni, a sportággal édesapja ismertette meg Zagyvarékason. Edzői Aranyosi Péter, majd Lindner Ádám. Előbb a szolnoki Jászkun Volán játékosa volt, majd három évig Cegléden játszott. Tizenhárom évesen lett utánpótlás válogatott, majd tizenhét évesen a felnőtt válogatott tagja lett. A ceglédi évek után Budapestre költözött, és a Budaörs SC játékosa lett. A 2014-es ifi Eb-n Szudi Ádámmal aranyérmes volt párosban.
2015-ben a Celldömölki VSE-hez igazolt, ahol a következő két évben magyar bajnokságot nyert. 2016-ban a német Bundesliga 2-ben szereplő Ober-Erlenbach csapatához igazolt, amellyel 2018-ban a német másodosztályú csapatbajnokságban második helyen végzett. A 2017-es világbajnokságon párosban (Szudi) a 64 között kiesett, vegyes párosban (Madarász Dóra) a 32-ig jutott, az U21-es EB-n pedig Szudi Ádámmal szerzett bronzérmet. 2018-ban az Európa-bajnokságon párosban (Szudi) a 16 között kiesett. 2018 novemberében érte el legjobb világranglista-helyezését, egyéniben a 94. helyen szerepelt. A 2019-es világbajnokságon párosban (Szudi) a nyolcaddöntőben fejezte be, vegyes párosban (Madarász) a 64 között búcsúzott.
A 2021-es varsói Európa-bajnokságon Szudi Ádámmal párosban bronzérmet szerzett. 2021-ben a svéd első osztályban lett bronzérmes az Eslöv’s AI játékosaként. 2022-ben az SPG Walter Wels színeiben az osztrák Bundesliga bajnoka lett, a következő évben ugyanitt ezüstérmet szerzett. 2024-ben a francia másodosztályban lett bronzérmes a Bruille CTT játékosaként.
A 2024-es párizsi olimpián egyéniben nem indult, vegyes párosban Madarász Dórával a hongkongi párostól kapott ki 4-1 arányban.

## Eredményei
Magyar bajnokság
- aranyérmes: páros (2017, 2018, 2020, 2023, 2024, 2025), vegyes páros (2023, 2024)
- ezüstérmes: egyes (2019, 2022, 2023), páros (2015, 2019), vegyes páros (2017)
- bronzérmes: egyes (2017, 2020, 2024), vegyes páros (2015, 2016, 2019)